# NGC 248
NGC 248 är en emissionsnebulosa i Lilla magellanska molnet i stjärnbilden Tukanen. Den upptäcktes den 11 april 1834 av John Herschel.